# Jonathan Ayité
Jonathan Ayité (Burdeos, Francia, 21 de julio de 1985) es un exfutbolista de Togo nacido en Francia que jugaba en la posición de delantero centro. Es hermano del también futbolista Floyd Ayité.

## Carrera

### Club
| Periodo   | Club                       |
| --------- | -------------------------- |
| 2004-2006 | Stade Bordelais            |
| 2006-2007 | FC Girondins de Bordeaux B |
| 2007-2009 | Brest                      |
| 2009-2011 | Nîmes Olympique            |
| 2011-2014 | Brest                      |
| 2014-2017 | Alanyaspor                 |
| 2017      | Yeni Malatyaspor           |
| 2017-2018 | Samsunspor                 |
| 2018-2019 | Keşla FK                   |
| 2019-2020 | Olympiakos Nicosia         |
| 2021-2022 | Olympias Lympion           |
| 2022-2023 | Krasava ENY Ypsonas FC     |

### Selección nacional
Debutó en junio de 2007 con 22 años con Togo en la clasificación para la Copa Africana de Naciones de 2008. Jugó 25 partidos internacionales y anotó seis goles hasta su retiro internacional en 2016; participó en la Copa Africana de Naciones 2013, y era parte de la convocatoria de la selección que abandonó la Copa Africana de Naciones 2010 en Angola.

## Logros
- Goleador de la TFF Primera División en 2014-15.